# František Tichý (architekt)
František Tichý (22. ledna 1886, Hradec Králové, Velké náměstí č.p. 24 – 6. listopadu 1961, Hradec Králové) byl český architekt, historik, vydavatel, knihovník, vlastivědný spisovatel a publicista. Působil také jako ředitel městského muzea v Hradci Králové (dnes Muzeum východních Čech).
Byl nejstarším dítětem hostinského Václava Tichého a Anny Tiché, rozené Caldrové. Měl deset sourozenců.

## Vzdělání a první léta praxe
Do obecné školy i do reálky (1897–1904) chodil v Hradci Králové. Po absolvování maturity (22. června 1904) šel studovat architekturu na Vysokou školu technickou v Praze. K tomu svůj široký tematický záběr zájmů rozvíjel díky návštěvám přednášek prof. Karla Chytila o výtvarném umění a prof. Otakara Hostinského z estetiky.
V roce 1909 spoluzaložil Spolek českých bibliofilů v Praze. V letech 1910–1914 pracoval ve stavební kanceláři královéhradeckého stavitele Václava Rejchla staršího.

## Práce pro muzeum v Hradci Králové
Od r. 1913 začal pracovat v městském muzeu v Hradci Králové (dnes Muzeum východních Čech) jako knihovník a organizátor výstav, díky čemuž v roce 1914 uspořádal první soubornou výstavu českého ex libris. Za jeho působení byla muzejní knihovna obohacena o bibliofilský oddíl, přičemž v té době nic takového nebylo ani v pražském Národním muzeu. Sám publikoval několik bibliofilských tisků věnovaných hlavně pracím hradeckých autorů.
V srpnu 1914 byl však povolán do války (léta 1915–1920 strávil v Turkestánu), čímž byla jeho práce pro hradecké muzeum přerušena. Do Hradce Králové se vrátil v roce 1921 a 21. prosince 1921 byl na schůzi městského zastupitelstva zvolen knihovníkem obecní knihovny a zároveň knihovníkem tehdejšího průmyslového muzea v Hradci Králové. Jeho roční plat činil osm tisíc tehdejších korun. Spravoval též tzv. Palackého čítárnu. Knihovnu se mu podařilo přesmístit z nevyhovujících malých prostor na Kavčím plácku do přízemí v domě „U Špuláků“.
Od roku 1925 byl členem muzejní rady Svazu československých muzeí.
Od roku 1932 byl pověřen správou Městského historického muzea (části tehdejšího muzea, tehdejší městské královéhradecké muzeum bylo rozděleno na dvě části, ale od roku 1913 sídlilo v jedné budově – historické budově Muzea východních Čech). Po odchodu ředitele královéhradeckého uměleckoprůmyslového muzea Ludvíka Domečky do výslužby (ředitelem 1895–1933) byl na návrh starosty Františka Ulricha od roku 1934 ředitelem celého muzea. Na ředitelském postu zůstal do roku 1941.
Doplnil, obohatil a zdokonalil sbírky, dále se soustředil na svou oblíbenou výtvarnou tematiku. Za svého působení od roku 1913 uspořádal asi 200 uměleckých výstav.

## Další aktivity

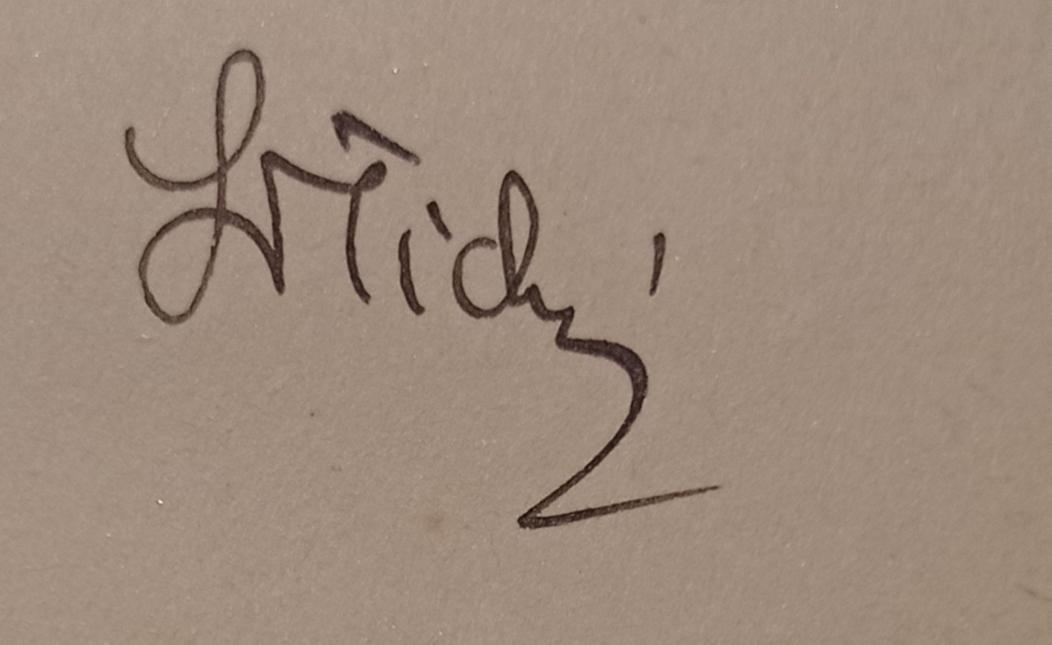
Signatura Františka Tichého (1886–1961)

Byl prvním nakladatelem básnické tvorby Rudolfa Medka, když v roce 1924 vydal jeho básnickou sbírku Prsten. V roce 1914 působil jako dopisující člen Ústřední komise pro zachování památek ve Vídni.
V Hradci Králové se velmi aktivně podílel na veřejném životě. Měl podíl na založení několika spolkových organizací: Okrašlovacího spolku (15 let jednatelem), Spolku východočeských výtvarných umělců i Kruhu přátel umění v Hradci Králové.

## Literární dílo
Jeho dílo se zaměřovalo hlavně na regionální (Královéhradecko) a umělecká témata.
Je autorem zejména řady knih a dalších publikačních výstupů s tematikou Hradce Králové, kde se snažil se o propagaci města a jeho památek:
- Hradec Králové: umělecko-historický průvodce(se Zdeňkem Wirthem, 1913 a 1927)
- Velký Hradec Králové (1924)
- Hradec Králové, metropole českého severovýchodu (1927)
- Památce Dr. Františka Ulricha (1930)
- Moje vzpomínky starohradecké (1932)[4]
- Průvodce po obrazárně města Hradce Králové (1940)
- Průvodce sbírkami Městského muzea v Hradci Králové (s J. Filipem, 1946)[2]

Se stejnou tematikou se zabýval i na výstavách v muzeu i v novinových článcích, např. v periodikách Kraj královéhradecký, Osvěta lidu, Královéhradecké revue pro severovýchodní Čechy a Královéhradecko (člen redakční rady). Dále napsal mnoho článků o grafice a exlibris či příspěvků do katalogů.
Na základě své účasti na ruské frontě za 1. světové války, kde byl zajat a dostal se do Turkmenistánu maloval akvarely s tematikou této země a v letech 1923–1924 o ní napsal knihu Turkestan 1915–1920.

## Písemná pozůstalost
Písemnou pozůstalost získal v roce 1988 literární archiv Památníku národního písemnictví. Je uložena v jednom archivním kartónu pod přírůstkovým číslem 23/88 a zahrnuje období 1893–1953. Písemnou pozůstalost tvoří zejména materiály týkající se vydání jubilejního sborníčku k sedmdesátinám královéhradeckého starosty Dr. Františka Ulricha. Obsažena je i korespondence s básníkem Rudolfem Medkem.

## Zajímavosti
Od roku 1990 je po Františku Tichém pojmenována ulice v Hradci Králové – Svobodných Dvorech.